# 마릴린 먼로
마릴린 먼로(영어: Marilyn Monroe 메릴린 먼로[*], 1926년 6월 1일 ~ 1962년 8월 5일)는 미국의 배우, 모델, 가수로 본명은 노마 진 모턴슨(Norma Jeane Mortenson)이다. "금발 미녀"라는 콘셉트를 잡은 것으로 유명하며, 1950년대와 1960년대 초 여러 영화에 출연하며 섹스 심벌의 상징이 되었으며, 성에 관한 당시의 시대적 사고를 변화시켰다. 10여 년간 활동하면서 미국을 포함한 세계 여러 나라를 풍미하였으며, 1962년 먼로가 사망할 때까지 벌어들인 수익이 2억 달러(2019년 환율로 20억 달러)에 달했다. 그리고 반세기가 넘은 기간에도 계속해서 대중문화의 아이콘으로 자리잡고 있다.
마릴린 먼로는 로스앤젤레스에서 태어나고 자랐다. 어린 시절 대부분을 양부모의 집과 고아원에서 보냈으며, 16살에 결혼하였다. 제2차 세계 대전 중 전쟁 물자 생산의 일환으로 공장에서 일을 하다가 영화 제작사 퍼스트 무비 픽처 유닛의 한 사진작가를 만나게 되면서 핀업 모델을 시작하게 되었다. 모델 일을 하는 도중에는 20세기 스튜디오와 컬럼비아 픽처스에서 제작하는 영화에 단역으로 출연하기도 하였다. 그렇게 몇 편의 영화에 출연한 후인 1950년 말에 폭스와 새로운 계약을 맺었다. 계약을 맺은 2년 동안에 《당신도 젊다》(1951), 《몽키 비지니스》(1952)를 포함한 코미디 영화와 《밤의 충돌》(1952), 《돈 보더 투 노크》(1952) 등의 누아르와 스릴러 장르에도 출연하며 이름을 알렸다. 유명해지기 전에 누드 모델로 일한 사실이 알려지면서 잠깐 파문이 일기도 하였으나, 마릴린 먼로는 별로 피해를 입지 않았고, 오히려 영화에 대한 사람들의 관심을 높이는 결과를 낳았다.
1953년, 마릴린 먼로는 할리우드에서 가장 시장성이 있는 스타로 자리매김하였다. 누아르 영화로 먼로의 성적 매력에 초점을 맞춘 《나이아가라》에 출연하였고, "백치미 금발 미녀"라는 이미지를 굳히게 만든 코미디 영화 《신사는 금발을 좋아해》와 《백만장자와 결혼하는 법》에도 출연하였다. 그리고 같은 해에 플레이보이 1호의 표지와 센터폴드의 사진으로 먼로의 누드 이미지가 사용되었다. 자신의 커리어 내내 대중들에게 비춰지는 이미지를 바꾸기 위해 관리하는 데 상당한 노력을 기울였던 먼로는 지속적으로 백치미 금발 미녀라는 비슷비슷한 캐릭터만 맡기는 것과 적은 보수로 인해 폭스에 실망하기도 했다. 또한 1954년 초에 한 영화의 출연을 거절하여 잠시 연기를 중단하기도 하였으나, 이윽고 먼로의 최고의 흥행작인 《7년만의 외출》(1955)에 출연하게 된다.

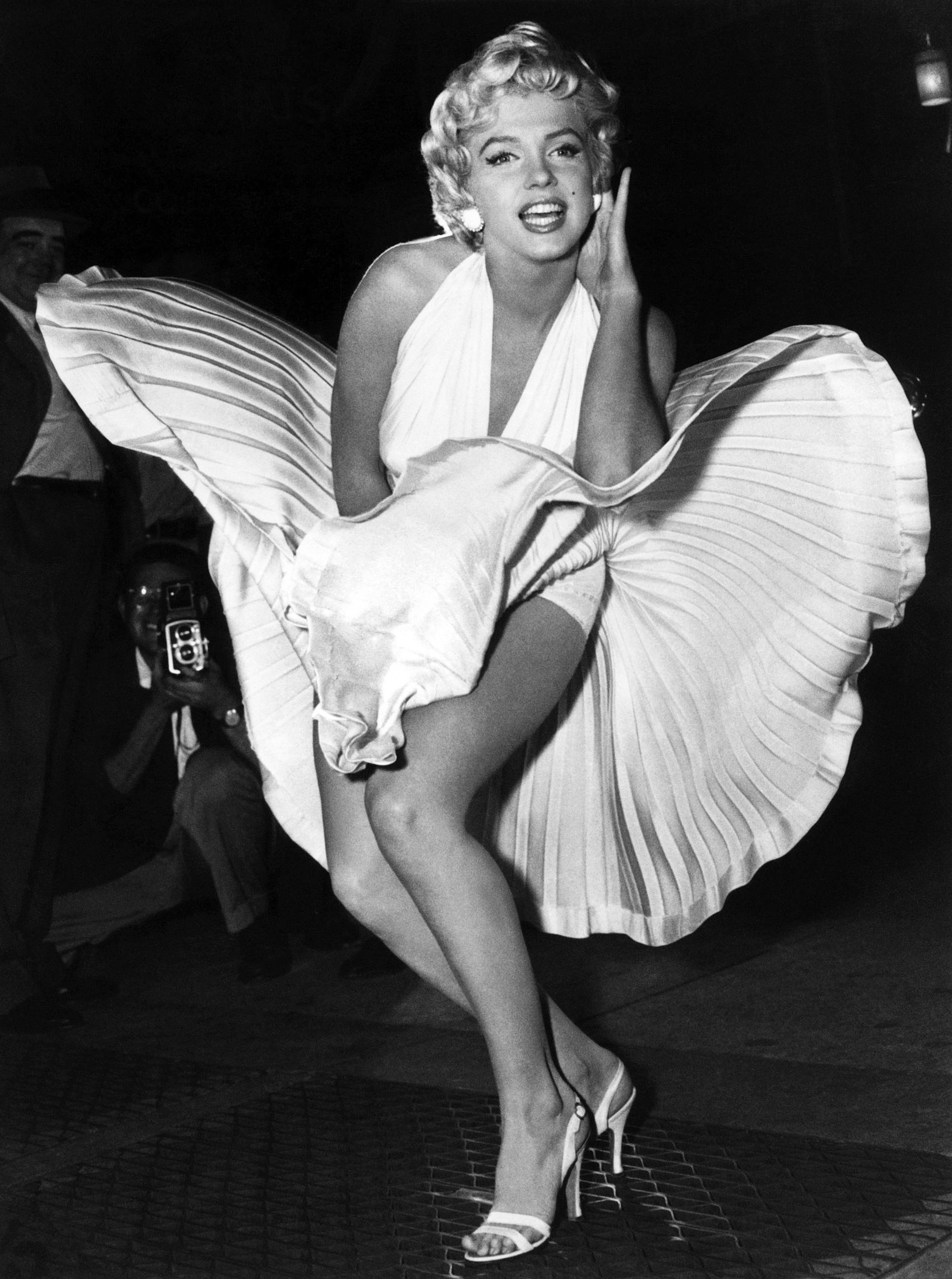
1954년 9월 9일, 먼로가 뉴욕 거리에서 영화 7년만의 외출을 촬영하는 동안 찍은 사진. 그녀는 유명한 '스커트 씬' 촬영 도중 어느 순간 멈춰 서서 영화 촬영을 취재하던 취재진과 사진기자들을 위해 포즈를 취한 것으로 보인다.

폭스가 먼로의 계약과 관련된 변경을 주저하자 1954년에 자신의 영화 제작사를 설립하였다. 그리고 다음해인 1955년에는 회사를 세우는 데 전념하였으며, 액터스 스튜디오에서 메소드 연기를 공부하기 시작하였다. 그리고 1955년 말이 되어서야 폭스가 먼로에게 더 큰 급여와 통제를 제시하면서 새로이 계약을 체결하였다. 계약 체결 후 먼로는 비평가들에게 호평을 받은 《버스 정류장》(1956)과 먼로가 독립 제작한 《왕자와 무희》(1957)에서 좋은 연기를 보여주었다. 또한 비평적인 면과 상업적인 면에서 모두 성공한 《뜨거운 것이 좋아》(1959)로 골든 글로브 여우주연상을 수상하였다. 먼로가 마지막으로 완성한 영화는 《어울리지 않는 사람들》(1961)이며, 《썸싱스 갓 투 기브》(1962)는 먼로가 촬영 도중 사망하여 미완성작으로 남아 있다.
마릴린 먼로의 사생활은 많은 사람들에게 관심을 받았다. 그리고 먼로는 이로 인하여 중독, 우울증, 불안 증세를 보였다. 특히 은퇴한 야구 선수인 조 디마지오와 각본가 아서 밀러와의 결혼 생활이 크게 알려졌고, 두 명 다 파경에 이르렀다. 결국 1962년 8월 5일, 36세의 나이에 신경 안정제인 바르비투르 과다 복용으로 인하여 로스앤젤레스의 자택에서 사망하였다. 먼로가 사망한 후에 수십 년 동안 몇몇 음모론이 제기되어 왔고, 자살 가능성이 있는 것으로도 추정된다.

## 생애

### 유년기

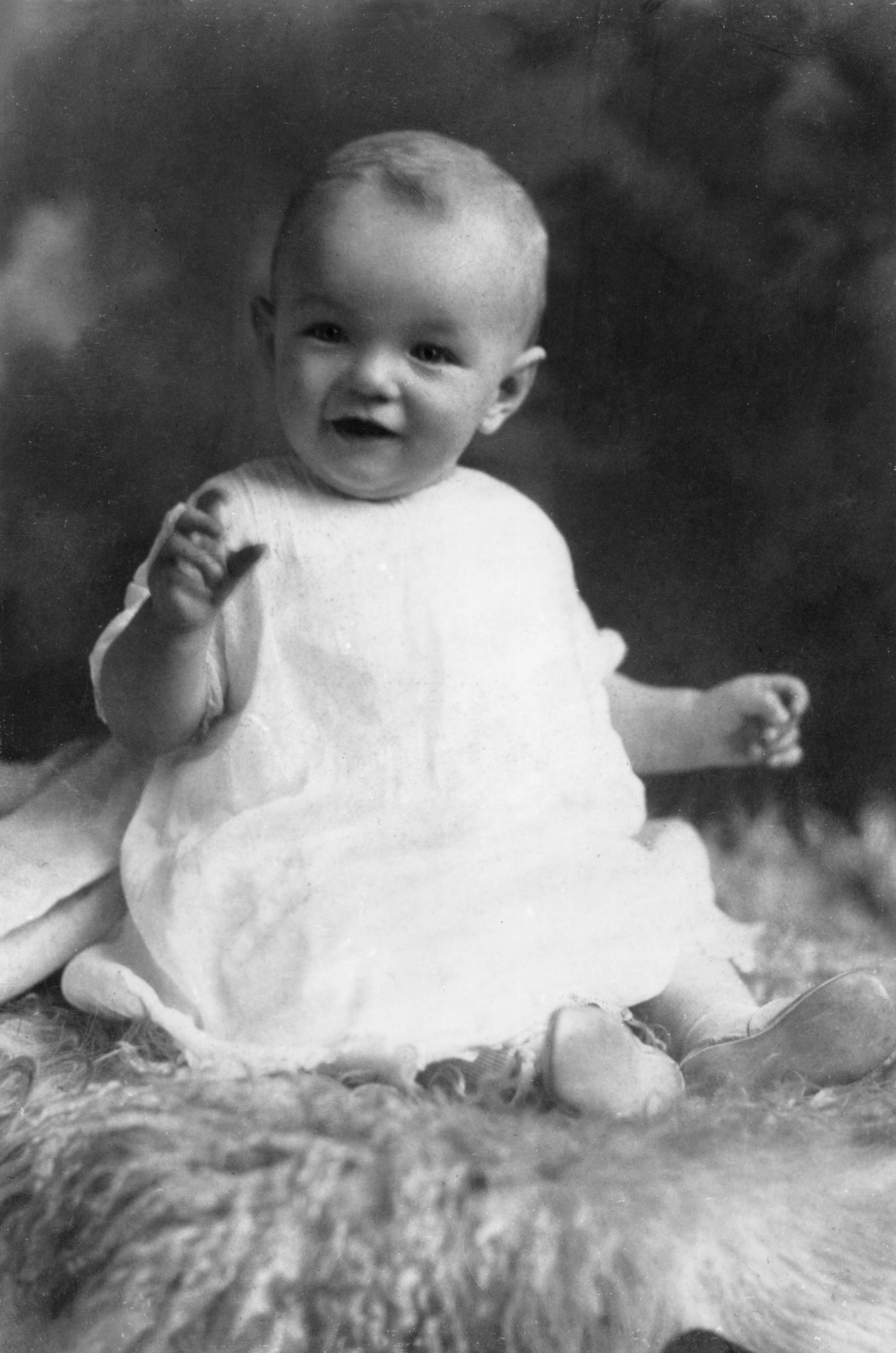
유아기때 마릴린 먼로, 1927년경

1926년 6월 1일 로스앤젤레스 카운티 병원에서 노르웨이인 아버지 '마틴 에드워드 모턴슨'과 스코틀랜드인 어머니 '글레디스' 사이에 태어났다. 유년기 이름은 '노마 진 모턴슨'(Norma Jeane Mortenson)이었다.
어머니 글레디스가 마릴린 먼로를 양육했고, 아버지는 양육의 의무를 방기하였다. 어머니는 할리우드 스튜디오에서 화학약품을 다루는 일을 하였다. 일곱 살 때 어머니가 우울증으로 정신병원에 수용되면서 양부모의 손에서 성장하게 되었다.

### 배우 시절
남편 제임스 도허티가 제2차 세계대전에 참전하기 위해 집을 떠난 후 군수공장에 취직하여 생산직 노동자로 일하였다. 한 사진작가가 젊은 여성 노동자들의 사진을 찍기 위해 이 공장을 방문했고 3일간 공장 이곳저곳을 찍던 사진작가는 유독 노마 진이라는 사람이 카메라 앞에서 어색하지 않은 포즈와 표정을 짓는 것을 눈여겨 보게 되고 그 사진작가의 소개로 노마 진은 모델 에이전시에 들어가게 되었다.
1944년 모델계에 들어서게 되었고 모델로 일하던 중 20세기 폭스와 컬럼비아 픽처스 등과 계약하면서 배우의 길에 들어섰다. 무명 배우 생활을 3년 정도 한 후 조니 하이드와 인연을 맺게 되는데 조니 하이드는 먼로의 어려운 유년기와 내면의 고통을 이해하는 사람이었다. 하이드의 소개로 존 휴스턴 감독의 영화 《아스팔트 정글》에 출연하게 되었다. 여기서 대사 몇 줄에 출연 장면도 두 군데밖에 없었지만 비중 있는 역을 맡게 되고 처음으로 연기다운 연기를 했을 뿐 아니라 배우로서의 무한한 가능성까지 보여주었다.
1949년 유나이티드 아티스트사의 영화 《러브 해피》에 출연하였다. 1950년 영화 《아스팔트 정글》과 《이브의 모든 것》에 출연하며 배우로서 인정받기 시작했다. 1950년대에 주한 미군 위문 공연을 위해 대한민국을 방문하기도 하였다.

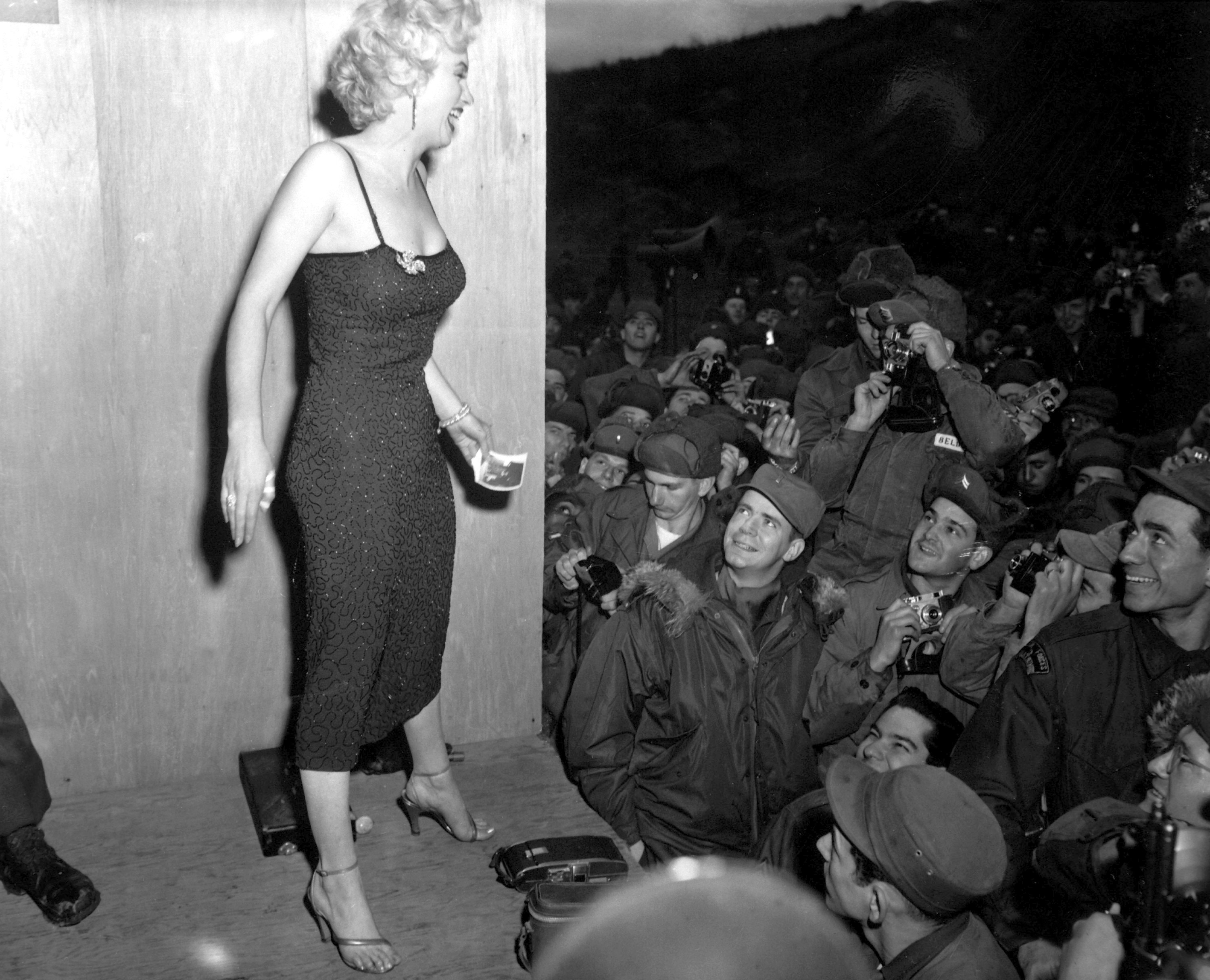
1954년 2월 17일 한국에서 미군을 위해 포즈를 취하는 마릴린 먼로

영화 《당신도 젊다》를 찍으면서 감독이자 극작가인 엘리아 카잔과 인연을 맺게 되었다. 1951년 1월 1일 '라이프'지 표지모델이 됨으로써 인기가 정상의 궤도에 올라섰다.

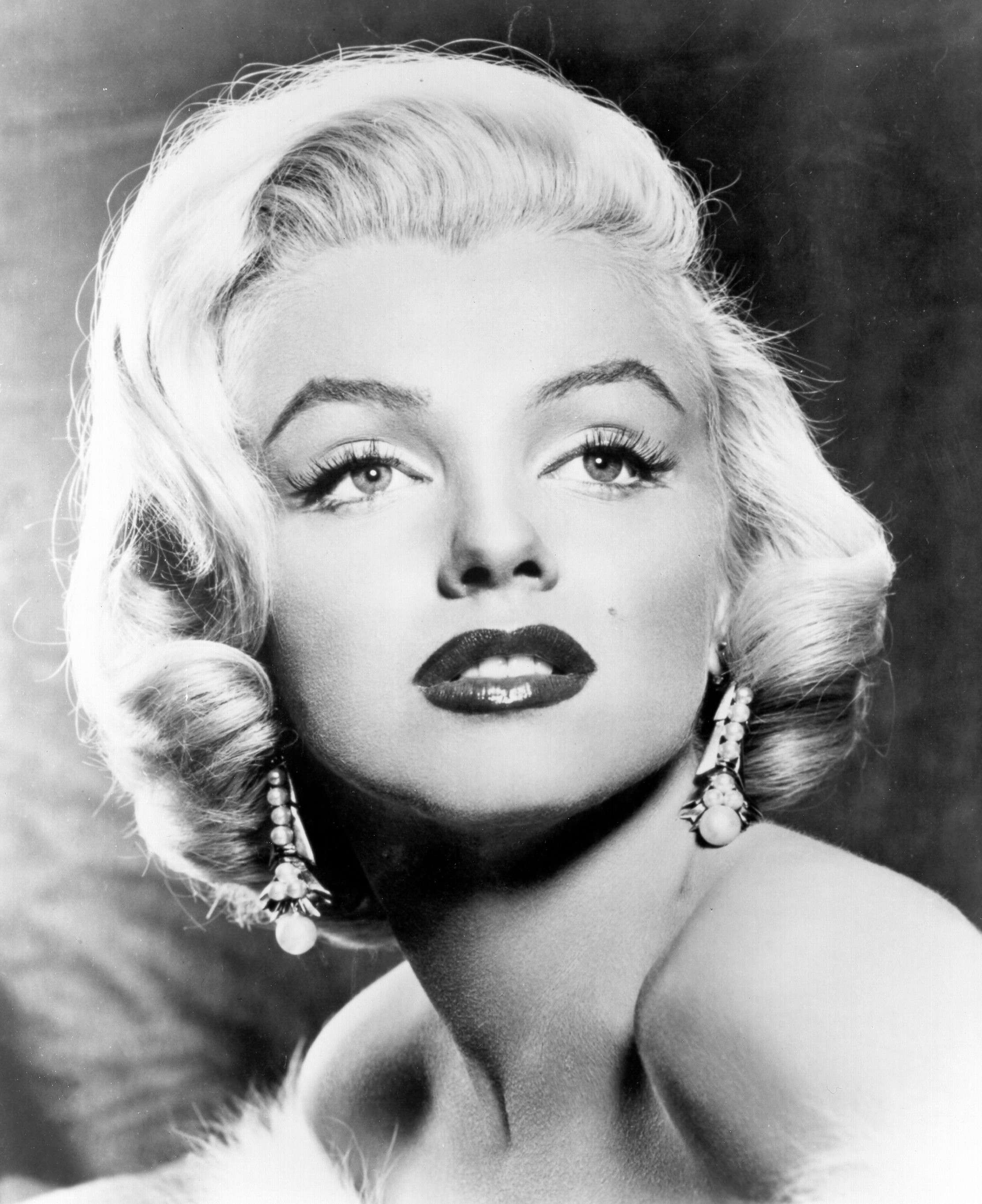
1953년, 마릴린 먼로

1956년에는 그 동안 쌓인 고정적인 이미지에서 벗어나고자 액터스 스튜디오에서 새롭게 연기를 공부하였다. 대학 공개강좌를 듣기도 하고 본격적인 연기공부를 위해 뛰어난 연기지도자로 꼽히는 미하엘 체호프를 소개받기도 했다. 미하엘 체호프는 "배우란 캐릭터의 단순한 모방자가 아닌 고도의 훈련을 거친 연출자가 되어야 한다"고 가르쳤고, 먼로가 추구하는 지적·예술적 관심을 높이 평가했다. 미하엘 체호프의 교습법은 먼로에게 신선한 자극이었고, 먼로는 미하엘 체호프의 제자를 자처하였다. 이런 노력의 결과 《버스 정류장》에 출연하여 비평가 보관됨 2022-04-04 - 웨이백 머신 들로부터 찬사를 받았고 골든 글로브상 후보로도 지명되었다.
1957년 <마릴린 먼로 프로덕션>을 창립하고 영화 《왕자와 무희》를 촬영하였고, 이 작품으로 데이비드 디 도나텔로 상을 수상하였다. 영화 《뜨거운 것이 좋아》(1959년)로 1960년 골든 글로브상 여우주연상을 받았다.
1961년에는 남편 아서 밀러가 각본을 쓴 《어울리지 않는 사람들》에 클라크 게이블과 함께 주연 배우로 출연하였고 이것이 생애 마지막 출연 작품이었다.

### 정치적 탄압
FBI에 의해 친소련 인사 내지는 공산주의자, 사회주의자로 분류되었고 지인 중에 미국 공산당의 당원들이 상당수 있었다. 이로 인해 멕시코를 여행했을 때 그 행동들이 보고서에 기록되어 FBI 국장 에드거 후버에게 제출될 만큼 정치적으로도 자유롭지 못했다.

### 철학자적 면모
먼로는 당대 유명한 연기 코치들로부터 연기술을 배우고 타고난 감성과 지적 열정으로 자기 혁신을 끊임없이 시도한 배우였고, 배우(俳優)는 기계가 아니라 창조하는 예술가라고 말하기도 하였다.
자서전 《마이 스토리》에서 실체와 환상 사이에서의 정체성 혼란을 언급하고 '섹스 심벌이나 백치미'라는 이미지와는 완전히 다르게 '인조 영웅'도 만들어내는 대중의 심리를 꿰뚫으며 "사람들은 '나'를 보는 게 아니라 나를 통해 자신들의 음란한 생각을 본다. 나를 사랑한다고 하지만 내가 아닌 누군가를 사랑하면서 나를 멋대로 지어낸다. 그러고는 자기들의 환상이 깨지면 내 탓으로 돌린다. 내가 자기들을 속였다는 것이다"라고 말했다.

## 케네디와의 사이
먼로는 미국 35대 대통령 존 F. 케네디와 친했다고 전해진다. 먼로가 사망하기 전까지 같이 여러번 만났다고 하며, 실제로 케네디는 먼로와 만나기로 한 날, 급한 일이 있을 때는 자신의 비서에게 맡기기도 했고, 언제든지 먼로를 만날 수 있었다. 하지만 케네디의 아내인 재클린 케네디 오나시스는 그것을 못마땅해 했다.

## 평가
영화평론가 유지나는 칼 롤리슨의 저서 《세상을 유혹한 여자 마릴린 먼로》 서문에서 "우리는 먼로에 대해 많은 것을 안다고 자신하지만 사실은 편견에 가득 차 있다. 먼로는 자아도취와 자기혐오라는 극단적인 인지부조화 속에서 결국 죽음으로 자신을 내몰 정도로 순수하게 자신과 직면한 사람, 연기를 통해 자기혁신을 꾀한 자아실현의 의지를 갖춘 철학적인 시인 같은 지성파 배우, 고독을 친구 삼아 철저히 자기준비를 했던 프로, 대중이 만들어준 스타의 공익적 기능을 간파한 동시에 장식품이 되길 거부한 지성이다"라고 평가했다.

### 사망
1962년 8월 5일 36세의 젊은 나이에 사망하였으며, 사인은 수면제 과다 복용으로 발표되었다. 사후에 마릴린 먼로 묏자리의 윗 자리가 70대 여성에 의해 경매 매물로 놓였고, 2009년 마릴린 먼로 묏자리의 위에 묻힐 수 있는 권리가 450만 달러(한화 약 56억 2000만 원)에 낙찰되었다.
2014년, 기자 제이 마골리스와 작가 리처드 버스킨은 저서 《마릴린 먼로 살해: 사건 종결》에서 로버트 케네디가 정신과 의사 랠프 그린슨에게 독극물을 주사하게 하였다고 주장했다. 또한 2015년 4월, CIA 요원이었던 노먼 호지스는 1962년 8월 상관 지미 헤이워스의 지시에 의해 다량의 넴부탈을 주사해 마릴린 먼로를 암살했다고 주장했다.
이들의 주장은 입증된 바는 없다.

## 사생활

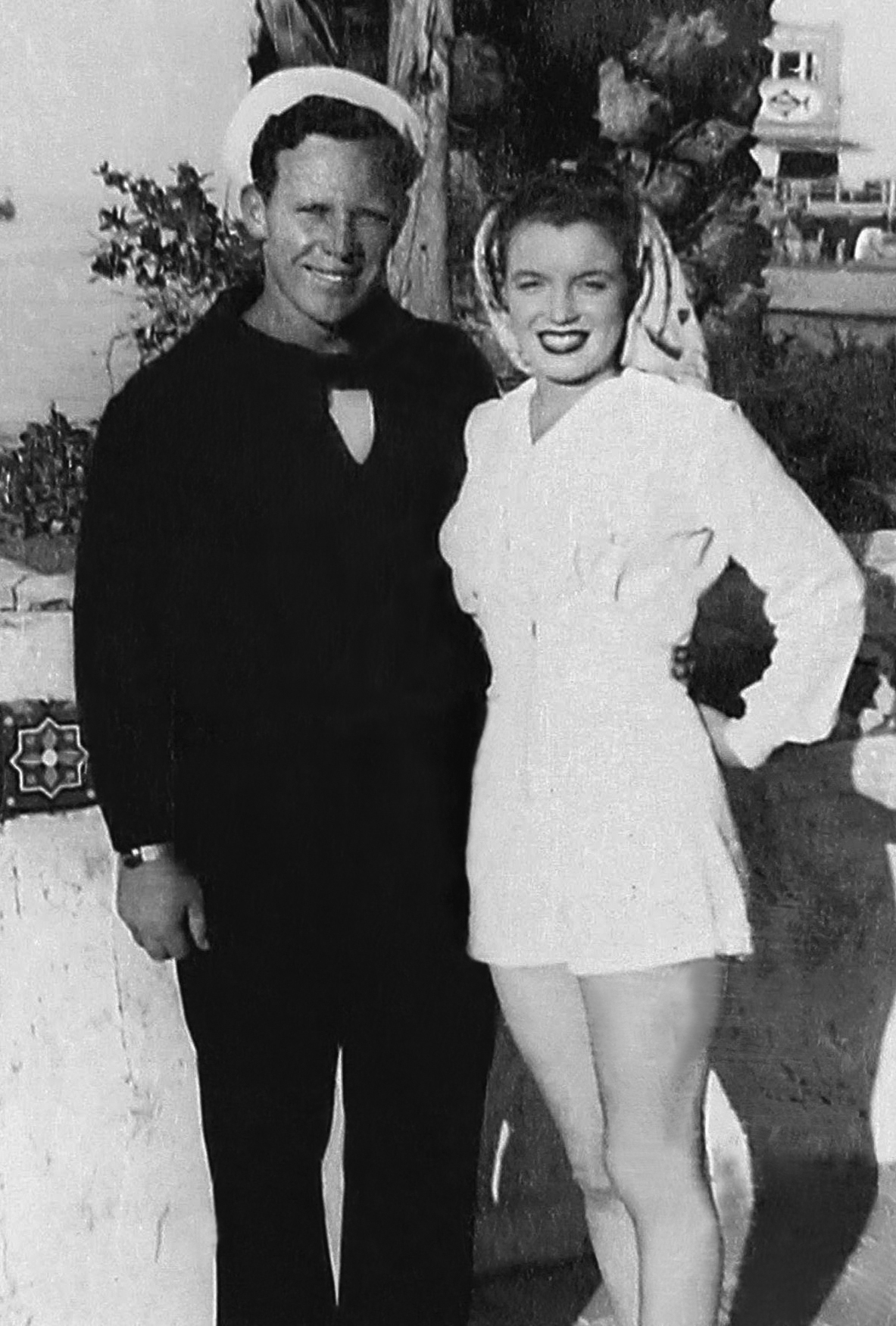
16세의 마릴린 먼로와 그녀의 첫 번째 남편 제임스 도허티, 1943년~1944년경

1942년, 16세였던 마릴린 먼로는 경찰관이었던 제임스 도허티와 결혼했다가 1946년 19세에 이혼했다. 이후 야구선수 조 디마지오, 극작가 아서 밀러 등과 결혼했다가 이혼한 바 있다. 모델계에 들어서면서 첫 번째 이혼을 했고, 조 디마지오의 폭력으로 두 번째 이혼을 했다.

## 주요 출연 작품
- 1947년 위험한 해 (Dangerous Years)
- 1953년 나이아가라
- 1953년 신사는 금발을 좋아해
- 1953년 백만장자와 결혼하는 법
- 1954년 돌아오지 않는 강
- 1954년 쇼처럼 즐거운 인생은 없다
- 1955년 7년만의 외출
- 1956년 버스 정류장 (영화)
- 1957년 왕자와 무희
- 1959년 뜨거운 것이 좋아
- 1960년 사랑을 합시다
- 1961년 어울리지 않는 사람들
- 1997년 LA 컨피덴셜 - 본인 역 (자료 화면)
- 2004년 마릴린의 남자
- 2008년 슈퍼히어로의 진실
- 2009년 분노
- 2012년 러브, 마릴린

## 저서
- 마릴린 먼로 저. 이현정 저. 《마릴린 먼로 MY STORY》. 해냄출판사. 2003년. ISBN 9788973375233
- 칼 롤리슨 저. 이지선 역. 《세상을 유혹한 여자 마릴린 먼로》. 예담. 2003년. ISBN 8988902726
- 조이스 캐롤 오츠 저. 강성희 역. 《블론드》. 올. 2011년. ISBN 9788965880127

## 같이 보기
- 마릴린 먼로의 화이트 드레스
- 조 디마지오
- 존 F. 케네디
- 로버트 케네디
- 제인 맨스필드
- 제임스 딘
- 테다 바라
- 폴라 네그리
- 글로리아 스완슨